# Christine Bridge
Christine Linda Bridge (Melbourne, 31 de octubre de 1961) es una deportista australiana que compitió en vela en la clase Laser Radial. Ganó una medalla de plata en el Campeonato Mundial de Laser Radial de 2004.

## Palmarés internacional
| \| Campeonato Mundial \| Campeonato Mundial \| Campeonato Mundial \| Campeonato Mundial \| \| Año \| Lugar \| Medalla \| Clase \| \| ------------------ \| -------------------- \| ------------------ \| ------------------ \| \| 2004 \| Brisbane (Australia) \| Medalla de plata \| Laser Radial \| |                      |                  |              |
| Campeonato Mundial |                      |                  |              |
| Año | Lugar                | Medalla          | Clase        |
| 2004 | Brisbane (Australia) | Medalla de plata | Laser Radial |